# Йозефсбург (станция метро)
«Йозефсбург» (нем. Josephsburg) — станция Мюнхенского метрополитена, расположенная на линии  между станциями «Инсбрукер Ринг» и «Крайллерштрассе». Станция находится в районе Берг ам Лайм (нем. Berg am Laim).

## История
Открыта 29 мая 1999 года в составе участка «Инсбрукер Ринг» — «Мессештадт Ост». Станция названа в честь замка Йозефсбург около неё.

## Архитектура и оформление
Однопролётная станция мелкого заложения. Естественно оставленные путевые стены выкрашены в красный цвет с шестью чёрными полями. На четырёх из них напечатаны диапозитивы знаменитых фресок из близлежащей церкви Святого Михаила. Потолок оснащён двумя рядами ламп и перпендикулярными жёлтыми, зелёными и синими стеклянными ламелями, в центре — алюминиевые пирамиды, которые отражают свет. Платформа выложена, в шахматном порядке, светлыми и тёмными гранитными плитами. Имеет два выхода по обоим концам платформы. Через стеклянные потолки вестибюлей на платформу проникает дневное освещение. В южном торце платформы расположен лифт.

## Таблица времени прохождения первого и последнего поезда через станцию

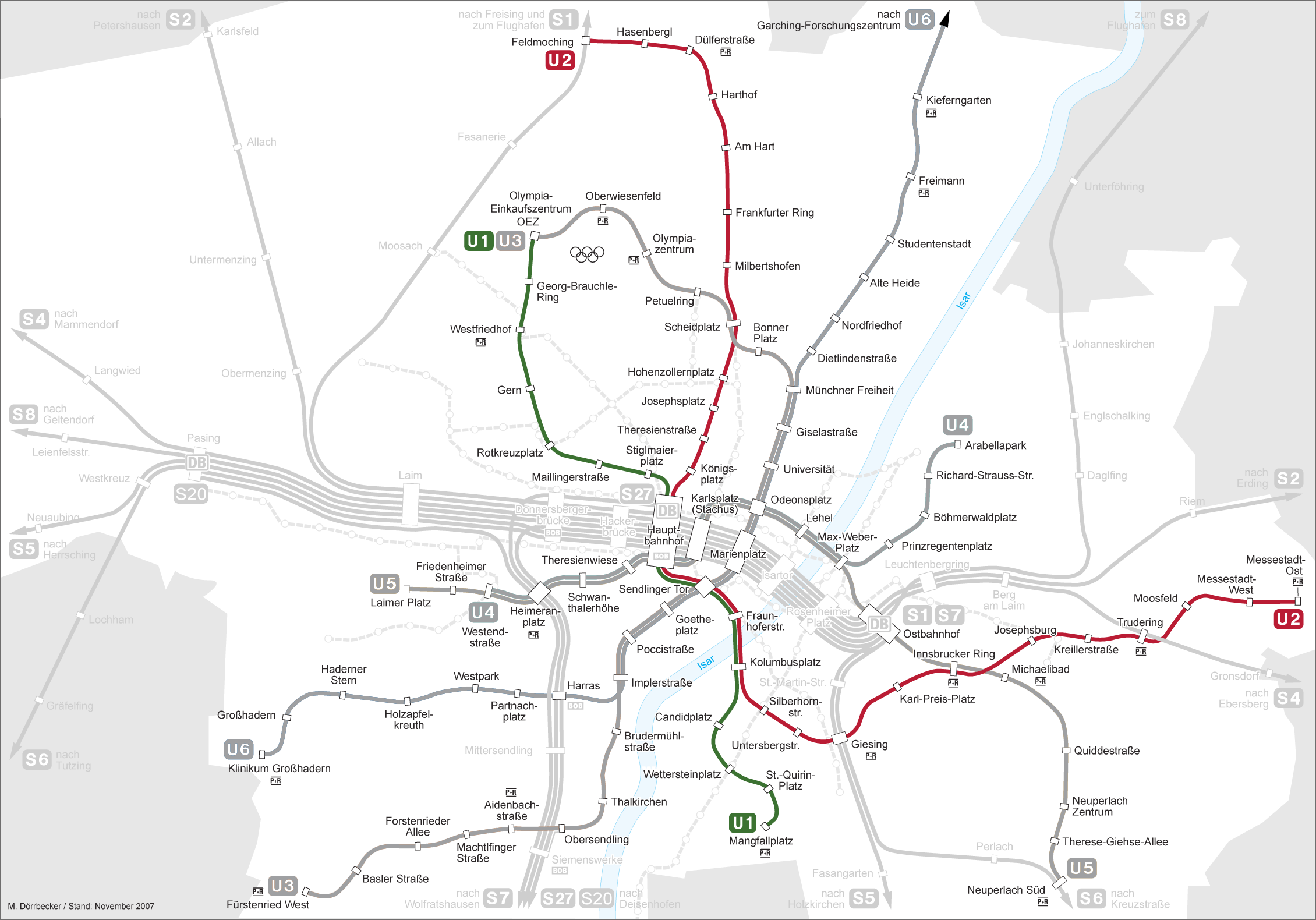
Сеть линий и мюнхенского метро

|                                     | Воскресенье — Четверг (ч:мм) | Пятница — Суббота (ч:мм) |
|                                     | первый                       |                          |
| последний                           |                              |                          |
| В сторону станции «Инсбрукер Ринг»  | 4:18                         | 4:18                     |
| В сторону станции «Инсбрукер Ринг»  | 1:00                         | 2:00                     |
| В сторону станции «Крайллерштрассе» | 4:48                         | 4:48                     |
| В сторону станции «Крайллерштрассе» | 1:31                         | 2:31                     |

## Пересадки
Проходит автобус линии 185.
| Предыдущая станция | Расстояние | Линия | Расстояние | Следующая станция |
| ------------------ | ---------- | ----- | ---------- | ----------------- |
| Инсбрукер Ринг     | 1576 м     |       | 978 м      | Крайллерштрассе   |